# Bułachy (rejon głębocki)
Boryskowicze (biał. Булахі; ros. Булахи) – wieś na Białorusi, w obwodzie witebskim, w rejonie głębockim, w sielsowiecie Łomasze.

## Historia
W czasach zaborów wieś w powiecie dzisieńskim, w guberni wileńskiej Imperium Rosyjskiego. Pod koniec XIX należała do dóbr Sanniki.
W latach 1921–1945 majątek leżał w Polsce, w województwie wileńskim, w powiecie dziśnieńskim, w gminie Prozoroki, a następnie w gminie Plisa.
Według Powszechnego Spisu Ludności z 1921 roku zamieszkiwało tu 206 osób, 201 było wyznania rzymskokatolickiego a 5 prawosławnego. Jednocześnie 197 mieszkańców zadeklarowało polską a 9 białoruską przynależność narodową. Było tu 38 budynków mieszkalnych. W 1931 w 38 domach zamieszkiwało 217 osób.
Wierni należeli do parafii rzymskokatolickiej i prawosławnej w Prozorokach. Miejscowość podlegała pod Sąd Grodzki w Głębokiem i Okręgowy w Wilnie; właściwy urząd pocztowy mieścił się w Prozorokach.
W wyniku napaści ZSRR na Polskę we wrześniu 1939 miejscowość znalazła się pod okupacją sowiecką. 2 listopada została włączona do Białoruskiej SRR. Od czerwca 1941 roku pod okupacją niemiecką. W 1944 miejscowość została ponownie zajęta przez wojska sowieckie i włączona do Białoruskiej SRR.
Od 1991 w składzie niepodległej Białorusi.